# João Soares
João Soares (* 25. dubna 1951, Limeira, Brazílie) je bývalý brazilský profesionální tenista. Celkem na okruhu ATP vyhrál 3 turnaje ve čtyřhře. Za Daviscupový tým Brazílie nastoupil ke dvěma zápasům ve dvouhře s bilancí 1 výhra a 1 porážka.

## Finálové účasti na turnajích ATP (6)

### Čtyřhra – výhry (3)
| Č. | Datum         | Turnaj                  | Povrch  | Partner         | Soupeři ve finále          | Výsledek       |
| 1. | listopad 1981 | Buenos Aires, Argentina | antuka  | Marcos Hocevar  | Alvaro Fillol Jaime Fillol | 7–6, 6–7, 6–4  |
| 2. | listopad 1982 | Itaparica, Brazílie     | koberec | Givaldo Barbosa | Thomaz Koch Jose Schmidt   | 7–6, 2–1 skreč |
| 3. | listopad 1983 | Bahia, Brazílie         | tvrdý   | Givaldo Barbosa | Ricardo Cano Thomaz Koch   |                |

### Čtyřhra – prohry (3)
| Č. | Datum         | Turnaj                  | Povrch | Partner         | Soupeři ve finále                | Výsledek      |
| 1. | listopad 1979 | Buenos Aires, Argentina | antuka | Marcos Hocevar  | Sherwood Stewart Tomáš Šmíd      | 1–6, 5–7      |
| 2. | listopad 1980 | Santiago, Chile         | antuka | Carlos Kirmayr  | Belus Prajoux Ricardo Ycaza      | 6–4, 6–7, 4–6 |
| 3. | červenec 1984 | Gstaad, Švýcarsko       | antuka | Givaldo Barbosa | Heinz Günthardt Markus Günthardt | 4–6, 6–3, 6–7 |
| 4. | září 1985     | Stuttgart, Německo      | antuka | Andy Kohlberg   | Tomáš Šmíd Ivan Lendl            | 6–3, 4–6, 2–6 |